# Pietro Cella
Pietro Cella (Bardi, 9 aprile 1851 – Adua, 1º marzo 1896) è stato un militare italiano, decorato con la prima Medaglia d'oro al valor militare alla memoria assegnata ad un membro del corpo degli alpini.

## Biografia
Nacque a Bardi in provincia di Piacenza (oggi in provincia di Parma) il 9 aprile 1851, figlio di Giuseppe e Giuseppa Bardoli, si formò nei collegi militari di Colorno e Racconigi. Arruolatosi come soldato semplice nel Regio Esercito, prestò servizio nei distretti militari di Piacenza e Palermo, promosso dapprima caporale e poi sergente. 
Ammesso a frequentare la Regia Accademia Militare di Modena il 30 luglio 1877, dopo due anni ne esce come sottotenente di fanteria, ed entra in servizio presso il 37º Reggimento il 31 luglio 1879.
Chiese, ed ottenne, di essere trasferito nel Corpo degli Alpini, assegnato al 6° Reggimento. Nel 1885 viene promosso tenente ed è assegnato al 10º Battaglione del 4º Reggimento.  Promosso capitano l'8 aprile 1888 ritornò al 6º Reggimento, e nel corso del 1895 partì volontario al seguito del Corpo di Spedizione Italiano in Eritrea.  Giunto a Massaua  a bordo del piroscafo Gottardo il 29 dicembre 1895,  assunse il comando della 4ª Compagnia del I Battaglione Alpini d'Africa assegnato al 5º Reggimento fanteria d'Africa al comando del colonnello Luigi Nava.
A tappe forzate il reparto attraversò la valle di Haddas arrivando sull'altipiano dell'Adigrat dove si fermò in attesa di ricevere ordini.  Alle ore 11 del 1 marzo 1896, durante la battaglia di Adua, ricevette ordine di portare il reparto alle falde dell'Amba Raio, schierandosi a difesa di quelle posizioni perché gruppi di scioani, dopo aver rotto lo schieramento della colonna del generale Giuseppe Arimondi e occupato il colle di Erarà, e minacciavano di accerchiare i reparti italiani sulla sinistra.
Giunto l'ordine di ritirata ne dispose l'attuazione, e nel tentativo di proteggere i superstiti delle Brigate Arimondi e Ellena combatté accanitamente fino a che non scomparve nella mischia trafitto da numerosi colpi. Il sacrificio degli uomini del 5º Reggimento permise al generale Oreste Baratieri, che aveva stabilito il proprio posto di comando sull'Amba Raio, e al suo Stato maggiore,  di ripiegare su Adigrat, Adi Ugrì ed Adi Caiè. Fu insignito della Medaglia d'oro al valor militare alla memoria.
Il suo corpo risulta seppellito presso il Monumento ai Caduti di Daragonat  (Etiopia).

### Riconoscimenti

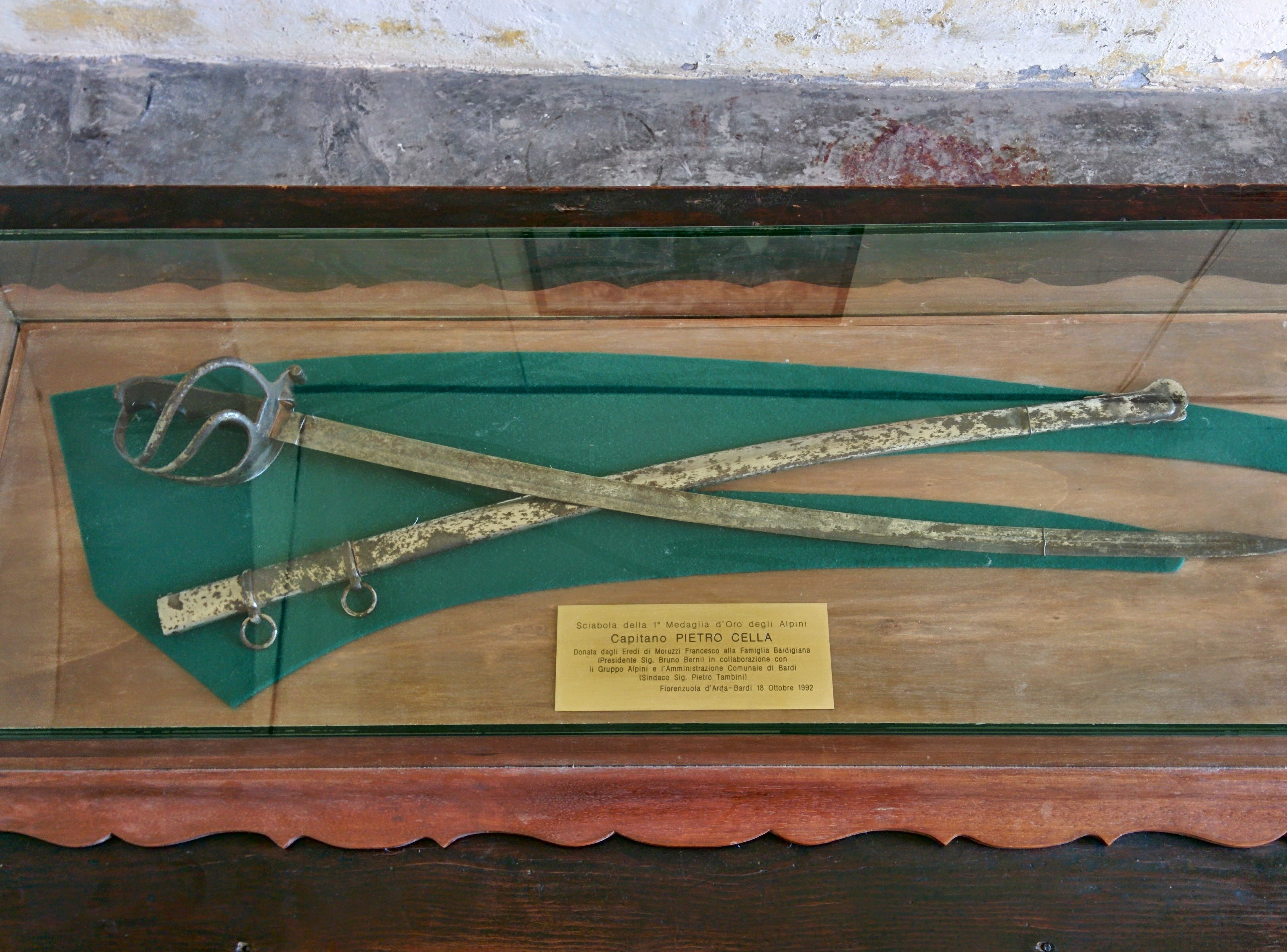
La sciabola del Capitano Pietro Cella esposta nel Castello di Bardi

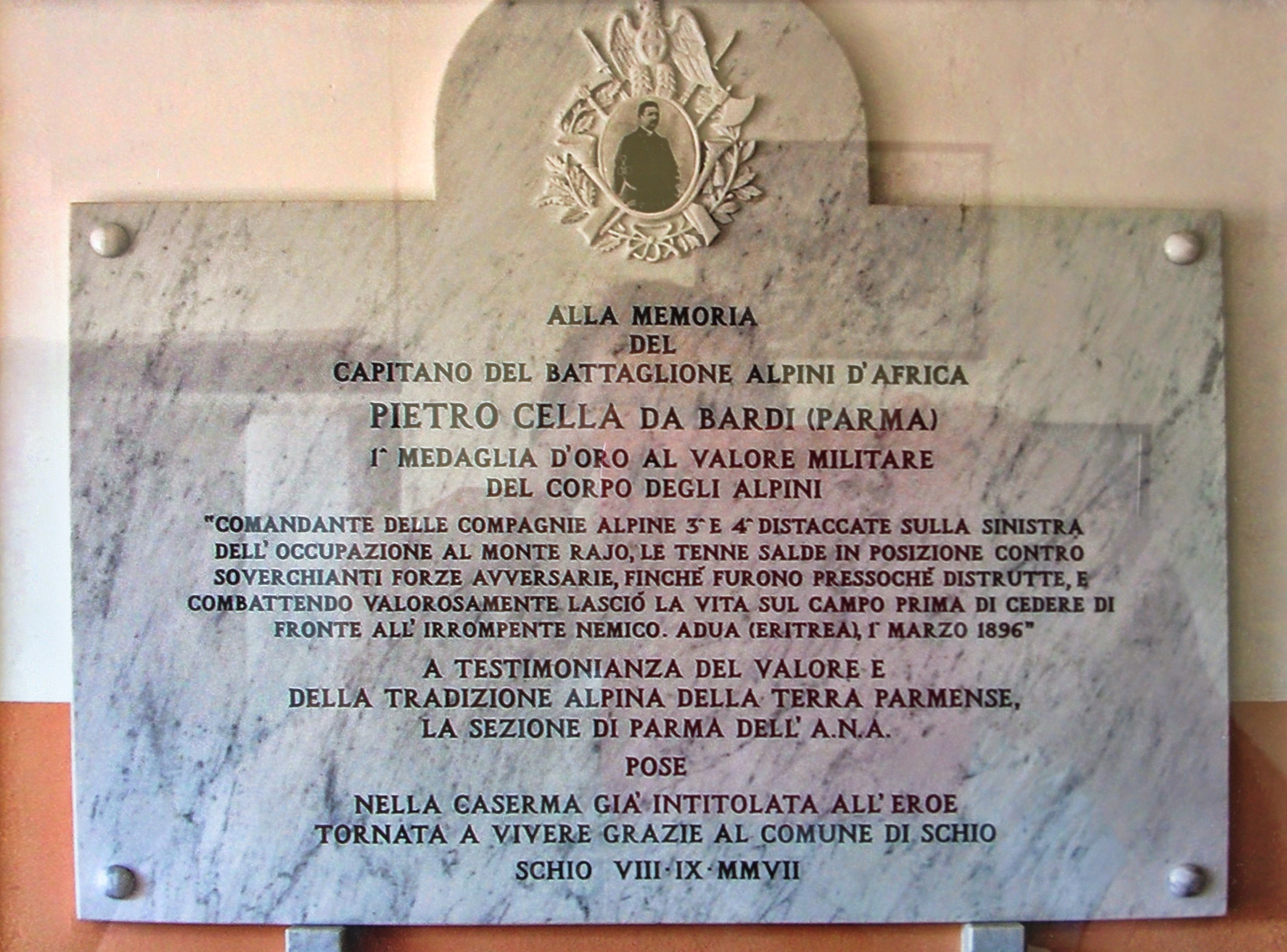
La lapide intitolata al Cap. Pietro Cella presso la caserma di Schio

Nel 2007 nella caserma di Schio a lui intitolata è stata posta una lapide a ricordo
Dal mese di aprile 2012, presso la Fortezza di Bardi, a cura dell'Amministrazione Comunale, (Sindaco Giuseppe Conti), con il patrocinio dell'Associazione Nazionale Alpini Sezione di Parma e del Gruppo di Bardi, sono state aperte al pubblico "5 Sale Alpine" intitolate a Pietro Cella. Le sale contengono uniformi ed altro materiale fotografico e documentario della storia alpina dal 1872 al 1940. La terza sala è dedicata all'eroe bardigiano e qui è conservata anche la sua spada. L'esposizione è curata dal collezionista Carlo Riccardi proprietario del materiale esposto.

### Annotazioni
1. ↑  La mobilitazione generale era cominciata il 25 dicembre 1895, ed entro il 10 marzo 1896 arrivarono in Eritrea 1.537 ufficiali, 38.063 sottufficiali e uomini di truppa, e 8.584 muli.
2. ↑  Tale reggimento era in forza alla III Brigata del generale Giuseppe Ellena.
3. ↑  Insieme ad un'altra compagnia di alpini.
4. ↑  Arimondi aveva occupato il colle Erarà credendolo erroneamente il colle Chidane Meret, ma accortosi dell'errore proseguì la marcia occupando il vero Chidane Meret, ma così facendo aprì un enorme buco nelle linee italiane che fu subito riempito dagli etiopici.
5. ↑  Baratieri emise l'ordine di ritirata generale alle 12.30.

### Fonti
1. 1 2 3 4 5 6 7 8  Bianchi, Cattaneo 2011, p. 72.
2. ↑  McLachlan 2011, p. 11.
3. ↑  Alpini-dalle Alpi all'Afghanistan, Giovanni Morandi
4. 1 2 3 4 5 6  Bianchi, Cattaneo 2011, p. 73.
5. ↑  McLachlan 2011, p. 18.
6. ↑  A Schio di Vicenza per Pietro Cella di Beppe Conti Archiviato il 30 settembre 2008 in Internet Archive. Val Ceno Web - visto 1º gennaio 2009
7. ↑   Viminale - scheda - visto 11 dicembre 2008
8. ↑  Bollettino Ufficiale 1898, pag.132.

### Periodici
- Mario Montanari, Adua 1896, in Storia Militare, n. 32, Parma, Ermanno Albertelli Editore, maggio 1996,  pp. 4-10, ISSN 1122-5289.